# Manuel de Cabanyes
Manuel de Cabanyes Ballester (Villanueva y Geltrú, 27 de enero de 1808 - Villanueva y Geltrú, 16 de agosto de 1833) fue un escritor español.

## Biografía

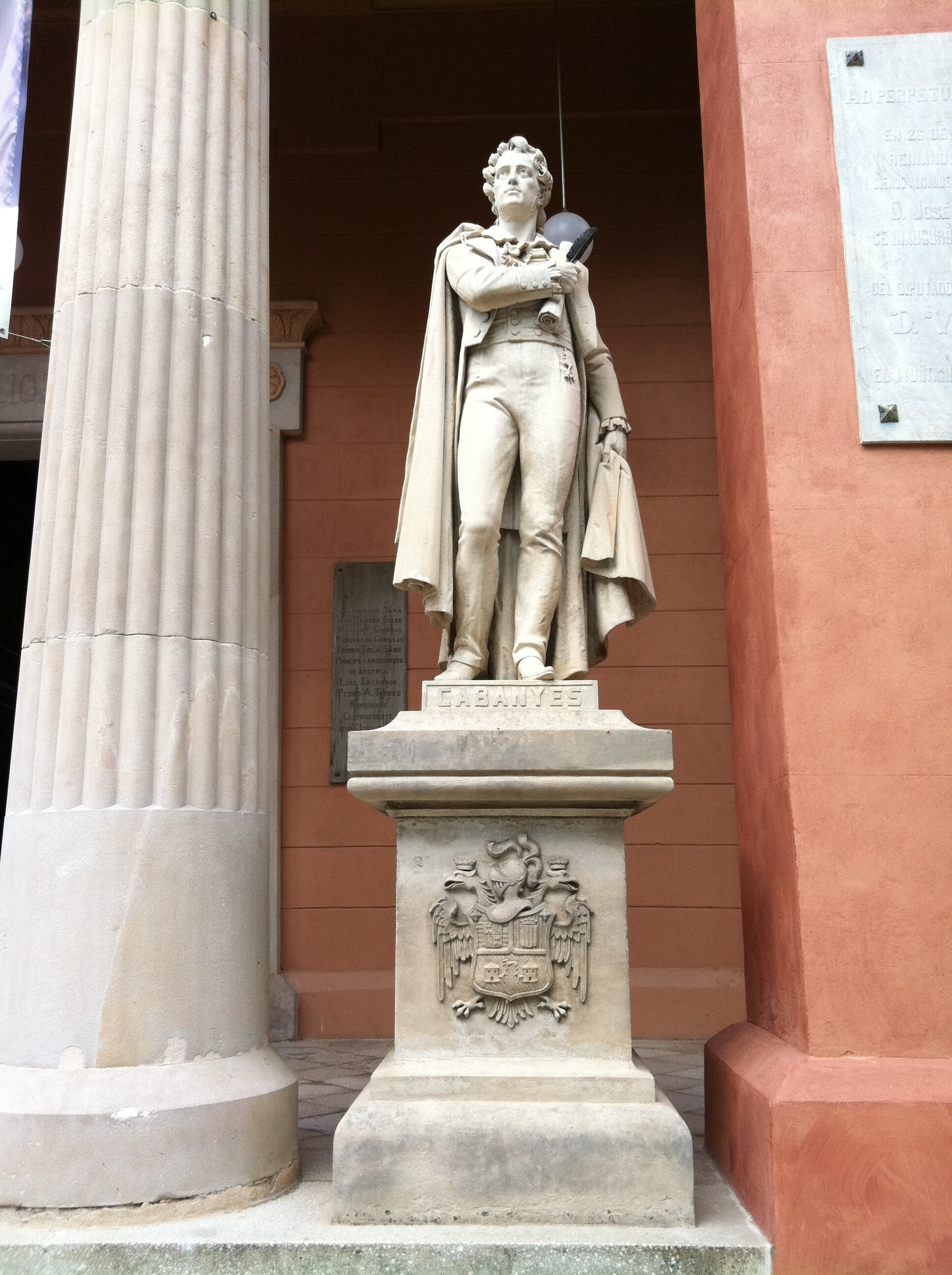
Estatua de Cabanyes, obra de Josep Campeny, en la entrada al edificio principal de la Biblioteca Museo Víctor Balaguer, en Villanueva y Geltrú.

Proviene de una familia aristocratica y terrateniente de Cataluña. Hijo de Lorenzo de Cabanyes y Fuster, Noble del principado nombrado por el rey Carlos IV, Procurador sindico de Villanueva y la Geltrú, segundo propietario de la Masia Cabanyes de Vilanova i la Geltru, y de Catalina de Ballester Caro. Sus abuelos paternos fueron Lorenzo de Cabanyes Boet, Procurador sindico general, Regidor decano de Villanueva y la Geltrú y Anna Mª Fuster. Tuvo seis hermanos y no tuvo descendencia. Entre ellos Josep Antonio de Cabanyes, Joaquim de Cabanyes y Mª Dolores de Cabanyes Ballester, marquesa de Castellvell.             

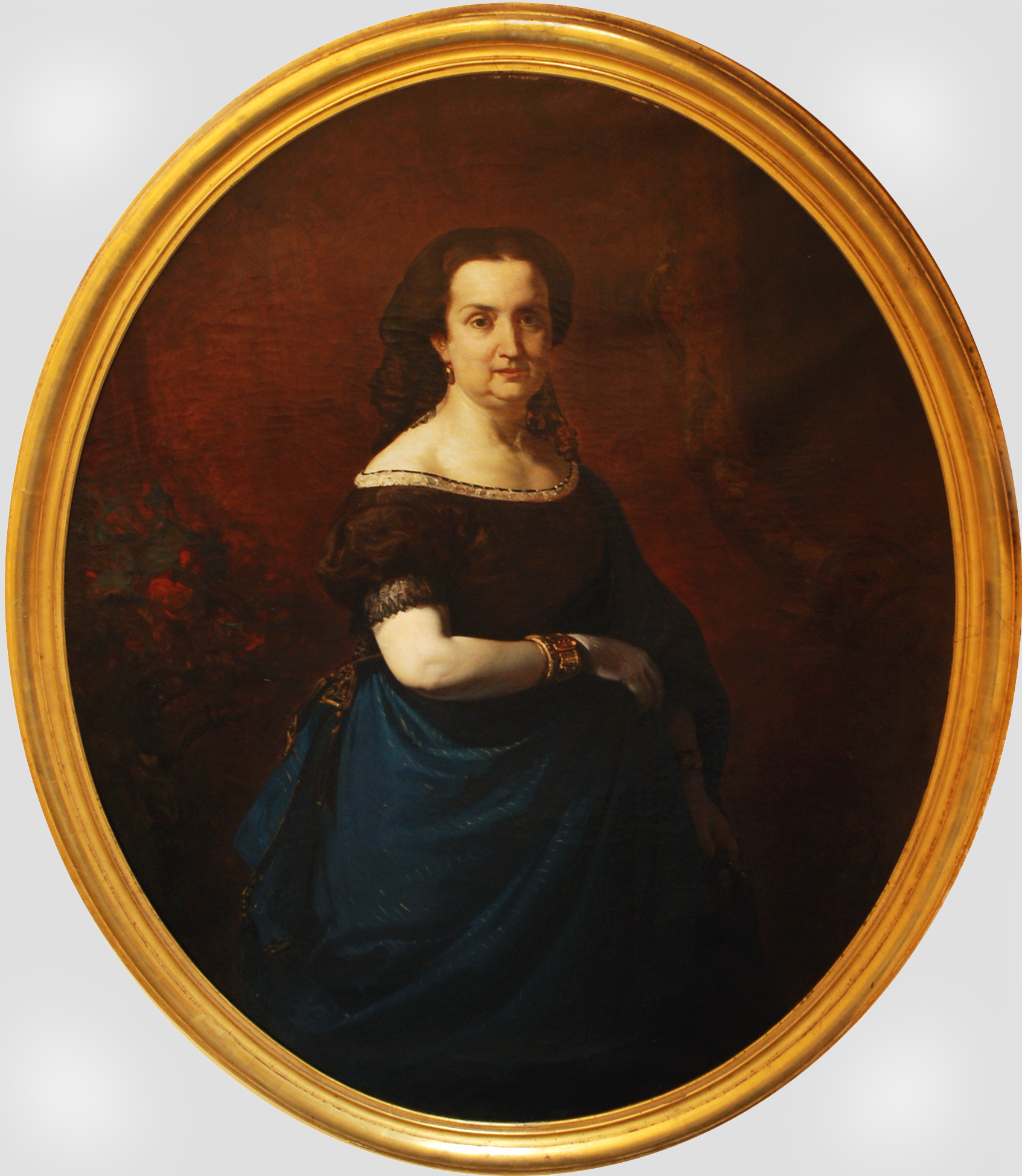
Retrato de Maria de Cabanyes Ballester, museo Victor Balaguer marquesa de Castellvell.

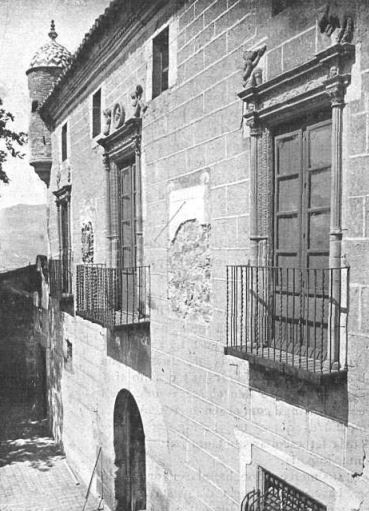
Masía Cabanyes en Argentona. Fundada en el. El Rey Carlos I de España y V del Sacro Imperio Romano Germánico durmió en la Masía y por la atención recibida permitió construir torreones en las esquinas de la misma.

Universitario de Valencia, Cervera, Huesca y Zaragoza. Sus poesías fueron recogidas en un tomo que tituló Preludios de mi lira (1833) y que publicó sin su nombre. Más tarde se editaron unas Producciones escogidas (1858) con introducciones de Manuel Milá y Fontanals y Joaquín Roca y Cornet. Admirador de Horacio, Cabanyes muestra influencias de Ugo Foscolo en sus poemas A un amigo en sus días y La independencia de la poesía. Poeta contenido y lacónico, se permitió, sin embargo, libertades métricas como la abundancia de esdrújulos y versos nuevos que aparecen, por ejemplo, en La misa nueva. En la Advertencia preliminar de los Preludios se queja de las dificultades que un catalán ha de vencer para escribir en castellano dado que no es su lengua materna, y expresa su admiración por Lord Byron. Falleció en 1833, a los 25 años, en la Masía de Cabanyes de Vilanova y la Geltrú, víctima de tuberculosis. Se encuentra enterrado en el panteón familiar del Cementerio de Vilanova i la Geltrú.

## Referencias

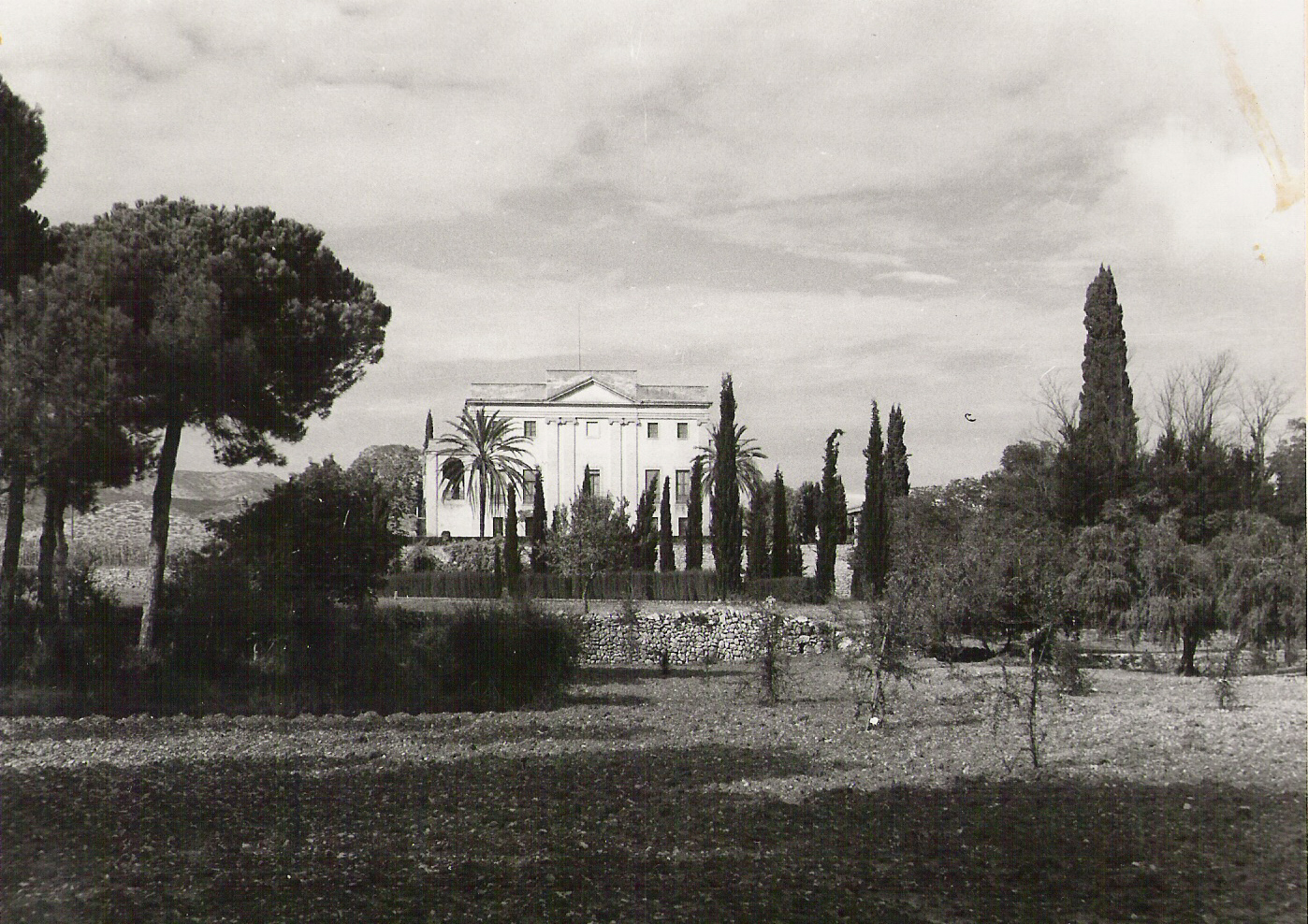
Masía familia de Cabanyes en vilanova i la geltrú